# Naoki Yasuzaki
Naoki Yasuzaki (jap. 安崎 直幹, Yasuzaki Naoki; * 1. August 1969 in Niki, Hokkaidō) ist ein ehemaliger japanischer Skispringer.

## Werdegang
Yasuzaki gab am 7. Februar 1990 sein Debüt im Skisprung-Weltcup. In St. Moritz erreichte er dabei den 45. Platz. Bei der Skiflug-Weltmeisterschaft 1990 in Vikersund flog er auf den 50. Platz. Am 19. Dezember 1992 gelang ihm in Sapporo mit dem 15. Platz erstmals der Gewinn von Weltcup-Punkten. Vier Monate später, am 6. März 1993 konnte er in Lahti mit dem 4. Platz sein bestes Einzelergebnis bei einem Weltcup-Springen erreichen. Die Weltcup-Saison 1992/93 beendete er am Ende auf dem 30. Platz in der Weltcup-Gesamtwertung. In den folgenden Jahren konnte er seine Leistungen konstant halten und erreichte in der Saison 1994/95 mit dem 28. Platz die beste Platzierung in der Weltcup-Gesamtwertung. Im gleichen Jahr konnte er bereits den 20. Platz bei der Vierschanzentournee belegen. Bei der Nordischen Skiweltmeisterschaft 1995 im kanadischen Thunder Bay konnte er gemeinsam mit Takanobu Okabe, Jin’ya Nishikata und Hiroya Saitō die Bronzemedaille im Teamspringen gewinnen. im Springen von der Großschanze sprang er auf den 22. Platz. Ab 1996 konnte er nur selten auf vordere Platzierungen springen. Einen Platz unter den besten zehn erreichte er nicht mehr. Ab 2002 sprang Yasuzaki dann ausschließlich im Skisprung-Continental-Cup, in dem er bereits seit 1993 parallel einige Springen bestritten hatte. 2003 beendete er seine aktive Skisprungkarriere.

## Erfolge

### Weltcup-Platzierungen
| Saison  | Platz | Punkte |
| ------- | ----- | ------ |
| 1992/93 | 30.   | 021    |
| 1993/94 | 51.   | 049    |
| 1994/95 | 28.   | 129    |
| 1995/96 | 29.   | 214    |
| 1996/97 | 72.   | 016    |

### Grand-Prix-Platzierungen
| Saison | Platz | Punkte |
| ------ | ----- | ------ |
| 1995   | 16.   | 777    |
| 1996   | 31.   | 025    |